# Terremoto de Dvin de 893
El terremoto de Dvin de 893 ocurrió alrededor de la medianoche del 28 de diciembre de 893. Tuvo una magnitud de aproximadamente 6,0 y una intensidad máxima de aproximadamente IX en la escala de intensidad de Mercalli. Destruyó la ciudad de Dvin en Armenia, causando aproximadamente 180.000 muertes. La similitud del nombre árabe de Dvin, 'Dabil' con Ardabil en el noroeste de Irán, ha causado confusión en los registros escritos, de modo que el terremoto de Ardabil de 893 aparece en varios catálogos, aunque generalmente se considera un evento falso. También se registró como un evento durante el período clásico de la India en varios catálogos tempranos en una capital no especificada.

## Entorno tectónico
El sur de Armenia se encuentra dentro de la compleja zona de colisión continental entre la placa arábiga y la placa euroasiática, que se extiende desde el cinturón de Bitlis-Zagros en el sur hasta las montañas del Gran Cáucaso, Apsheron-Balkan Sill y las montañas Kopet Dag en el norte. En Armenia, la colisión es fuertemente oblicua con un gran componente de deslizamiento de rumbo dextral. El sistema de fallas Sardarapat-Nakhicheven está formado por cuatro segmentos de fallas de paso a la izquierda, las fallas Kagyzman, Sardarapat, Parackar-Dvin y Nakhichevan. El movimiento en el segmento Parackar-Dvin de este sistema de fallas se ha asociado con una serie de grandes terremotos en la segunda mitad del siglo IX.

## Terremoto
La magnitud de este terremoto se ha dado como 5,3 y 6,0, aunque se ha sugerido un valor de 7,0 o mayor. El terremoto principal fue seguido por cinco días de réplicas dañinas. Se estima que la intensidad es al menos IX en la escala de intensidad de Mercalli, y algunos sismólogos sugieren que X sería un valor más apropiado.

## Daños
La ciudad fue devastada con la mayoría de sus edificios destruidos, incluidas sus murallas defensivas, el palacio de los católicos y todos los demás edificios monumentales; solo 100 casas quedaron en pie. El área dañada incluía la meseta de Artashat, donde se desencadenaron deslizamientos de tierra. El obispo de R'shtunik, Grigor, que estaba en un retiro en la montaña, fue asesinado con varios de sus seguidores. El número de muertos se informa de diversas formas como 20.000, 30.000, 70.000, 82.000, 150.000 y 180.000 en fuentes históricas.

## Secuelas
El terremoto había arruinado las defensas de la ciudad y Dvin fue tomada por Muhammad ibn Abi'l-Saj, el emir Sajid de Adharbayjan, quien la convirtió en una base militar. Aunque la capital de Armenia se trasladó a Ani en 961, Dvin volvió a ser próspera en el siglo X tras su reconstrucción.

## Confusión sobre la ubicación y la fecha
Ha habido mucha confusión sobre la ubicación y la fecha de este terremoto. Varias fuentes armenias lo ubican claramente en Dvin en Armenia, la noche después de un eclipse de Luna que ocurrió el 27 de diciembre de 893. Sin embargo, la ubicación se ha dado como Ardabil en varias fuentes, presuntamente una mala lectura del nombre árabe para Dvin, 'Dabil'. Casi todos los detalles del terremoto de Dvin se repiten en estos informes, aunque en la mayoría de los casos el eclipse lunar observado se ha vuelto solar. Una fuente se refiere a este terremoto como si tuviera lugar en 'India Exterior' en una capital no identificada. Este informe se ha repetido en varias otras fuentes, con la ubicación dada como 'Daibul', cerca de la moderna Karachi. Ahora se considera que tal terremoto no ocurrió en India o Pakistán y que el presunto terremoto de Ardabil de 893 'bien conocido' es un fantasma, a pesar de que aparece en muchos catálogos modernos y libros de referencia.
En la entrada de la base de datos de terremotos del Centro Nacional de Datos Geofísicos para este evento, la fecha del terremoto se da de diversas formas como 23 de marzo, 27 de marzo, 14 de diciembre, 24 de diciembre, con el año 893, 894 u 895 en las fuentes citadas.